# Silvio Benedetto
Pour les articles homonymes, voir Benedetto.
Silvio Benedicto Benedetto, né à Buenos Aires le 21 mars 1938, est un peintre, sculpteur, muraliste et metteur en scène argentin naturalisé italien.
Il est considéré comme l'un des plus grands représentants du muralisme sud-américain.

## Biographie
Silvio Benedetto naît le 21 mars 1938 à Buenos Aires, d'une famille d'artistes d'origine italienne. Peintre, muraliste, sculpteur, graveur, photographe, directeur théâtral et auteur, son activité artistique est intense dès son plus jeune âge.
Il étudie l'art durant les années 1950 à Buenos Aires.
Parmi les différentes peintures murales réalisées au cours de sa carrière artistique, les plus connues sont situées en Italie, dans la région de la Ligurie.
Sa grande fresque intitulée Gente di Mare tra mito e realtà est placée sur la perspective de la mairie de Riomaggiore,
,
,,,

,,
,
,.

### Presse écrite
- (es) Boletín de artes visuales, 1963, extrait en ligne